# Live Nation
Live Nation, Inc. és una productora de concerts en viu amb seu a Beverly Hills, Califòrnia (EUA). L'any 2005 la Live Nation va derivar de Clear Channel Communications i el seu director general és Michael Rapino. Tot i que la seva activitat principal és organitzar concerts, també contracta artistes amb un segell discogràfic, però en lloc de comprar-los-els els drets d'explotació dels seus temes, els promou. U2, Madonna, Lady Gaga o Miley Cyrus són alguns dels exemples dels contractes que s'han arribat a signar. És de les companyies més importants als EUA amb prop 117 sales de feta repartits en 43 països.